# Мавринское (озеро)
Ма́вринское — пресноводное озеро в Нижнеколымском улусе Якутии. Расположено на северо-востоке Колымской низменности, в междуречье рек Большая Чукочья и Коньковая.
Площадь поверхности — 35,7 км². Площадь бассейна — 175 км². Высота над уровнем моря — 0,6 м.
Мавринское имеет форму прямоугольника, вытянутого в направлении с юго-запада на северо-восток. Озеро соединяется протоками с озёрами Среднее Мавринское и Малое Мавринское на юго-западе, Ягловское — на востоке и Якутское — на северо-востоке. Имеет сток в реку Коньковая.
Берега низменные, сильно заболочены. На берегах — типичная для тундры растительность. Ближайший населённый пункт, село Колымское, находится в 117 км к югу.